# Albia
Albia è una città degli Stati Uniti, situata nella Contea di Monroe, nello Stato dell'Iowa.

## Geografia fisica
Le coordinate geografiche della città sono: 41°01′36″N 92°48′19″W (41.026667 -92.805278). Albia ha una superficie di 8,1 km². Le città limitrofe sono:Blakesburg, Eddyville, Hamilton, Lovilia, e Moravia. Albia è situata a 295 m s.l.m.

## Società

### Evoluzione demografica
Al censimento del 2000, Albia contava 3.706 abitanti e 1.531 famiglie. La densità di popolazione era di 457,53 abitanti per chilometro quadrato. Le unità abitative erano 1.708, con una media di 210,86 per chilometro quadrato. La composizione razziale contava il 97,92% di bianchi, lo 0,32% di afroamericani, lo 0,32% di nativi americani, lo 0,62% di asiatici e lo 0,24% di altre razze. Gli ispanici e i latini erano lo 0,84% della popolazione residente.
| Anno | Abitanti |
| ---- | -------- |
| 1860 | 620      |
| 1870 | 1.621    |
| 1880 | 2.435    |
| 1890 | 2.359    |
| 1900 | 2.889    |
| 1910 | 4.969    |
| 1920 | 5.067    |
| 1930 | 4.425    |
| 1940 | 5.157    |
| 1950 | 4.838    |
| 1960 | 4.582    |
| 1970 | 4.151    |
| 1980 | 4.184    |
| 1990 | 3.870    |
| 2000 | 3.706    |